# رشید احمد لوضیانوی
رشید احمد یوسف لوضیانوی از دین‌شناسان اسلامی شبه قاره هند بود که از او بیش از صد کتاب در زمینهٔ تفسیر، فقه، اصول و شرایع برجای مانده‌است.
وی در پانزدهم ژوئن سال ۱۹۳۲ میلادی در پنجاب شرقی- هند متولّد شد. در سال ۱۹۴۷ میلادی به پاکستان مهاجرت کرد، در سال ۱۹۴۹ و به جمعیت علوم اسلامی شهر بینوری پیوست. او در پاکستان، سردبیر هفته نامهٔ ختم نبوّت و ماهنامه‌های بیّنات و لولاک بود. او در هجدهم اوت سال ۲۰۰۰ در کراچی پاکستان درگذشت.